# Ciumărna
Ciumărna – wieś w Rumunii, w okręgu Sălaj, w gminie Românași. W 2011 roku liczyła 469 mieszkańców.